# محوطه درخت چنار
محوطه درخت چنار در شهرستان خرم‌آباد، بخش پاپی، دهستان کشور، ۱۵۰ متری شمال شرق روستای چنار واقع شده و این اثر در تاریخ ۲۸ اسفند ۱۳۸۵ با شمارهٔ ثبت ۱۸۶۰۷ به‌عنوان یکی از آثار ملی ایران به ثبت رسیده است.